# Єсмахан
Єсмаха́н (каз. Есмахан) — село у складі Махамбетського району Атирауської області Казахстану. Входить до складу Баксайського сільського округу.
Населення — 107 осіб (2021; 200 у 2009, 170 у 1999, 79 у 1989).